# Kolegium Wojskowo-Lekarskie Uniwersytetu Medycznego w Łodzi
Kolegium Wojskowo-Lekarskie Uniwersytetu Medycznego w Łodzi – oddział Wydziału Lekarskiego Uniwersytetu Medycznego w Łodzi, z siedzibą przy ulicy Kościuszki 4, odpowiadająca za kształcenie studentów kierunku lekarskiego studiujących w ramach limitu MON w oparciu o etat Akademii Wojsk Lądowych. Szkolenie wojskowe odbywa się w oparciu o Wojskowe Centrum Kształcenia Medycznego. 

## Struktura
Katedra Nauk Wojskowo-Medycznych:
- Zakład Epidemiologii i Zdrowia Publicznego
- Zakład Historii Medycyny, Farmacji i Medycyny Wojskowej
- Zakład Edukacji Obronnej i Koordynacji Kształcenia
- Pracownia Toksykologii Wojskowej i Ochrony Radiologicznej

## Kierunki studiów
- lekarski dla studentów wojskowych w ramach limitu Ministerstwa Obrony Narodowej

## Historia
Kolegium jest następcą Wydziału Wojskowo-Lekarskiego uczelni, który powstał w 2002 r. na bazie Wojskowej Akademii Medycznej im. gen. dyw. Bolesława Szareckiego, a następnie został włączony w struktury Wydziału Lekarskiego. Struktura wydziału przedstawiała się następująco:
- Dziekanat
- I Klinika Urologii
- Klinika Anestezjologii i Intensywnej Terapii
- Klinika Artroskopii, Chirurgii Małoinwazyjnej i Traumatologii Sportowej
- Klinika Chirurgii i Urologii Dziecięcej
- Klinika Chirurgii Klatki Piersiowej, Chirurgii Ogólnej i Onkologicznej
- Klinika Chirurgii Nowotworów Głowy i Szyi
- Klinika Chirurgii Ogólnej i Kolorektalnej
- Klinika Chirurgii Ręki
- Klinika Chirurgii Szczękowo-Twarzowej
- Klinika Chorób Układu Pozapiramidowego
- Klinika Chorób Wewnętrznych i Farmakologii Klinicznej
- Klinika Chorób Wewnętrznych i Nefrodiabetologii
- Klinika Chorób Wewnętrznych i Rehabilitacji Kardiologicznej
- Klinika Chorób Zakaźnych i Chorób Wątroby
- Klinika Dermatologii, Dermatologii Dziecięcej i Onkologicznej
- Klinika Gastroenterologii
- Klinika Ginekologii
- Klinika Ginekologii Operacyjnej i Endoskopowej
- Klinika Kardiologii Interwencyjnej i Zaburzeń Rytmu Serca
- Klinika Nefrologii, Nadciśnienia Tętniczego i Medycyny Rodzinnej
- Klinika Neurochirurgii i Chirurgii Nerwów Obwodowych
- Klinika Neurologii i Udarów Mózgu
- Klinika Okulistyki i Rehabilitacji Wzrokowej
- Klinika Ortopedii i Traumatologii
- Klinika Otolaryngologii, Onkologii Laryngologicznej, Audiologii i Foniatrii
- Klinika Pediatrii, Kardiologii Prewencyjnej i Immunologii Wieku Rozwojowego
- Klinika Położnictwa i Perinatologii
- Klinika Psychiatrii Dorosłych
- Klinika Rehabilitacji i Medycyny Fizykalnej
- Klinika Rehabilitacji Medycznej
- Oddział ds. Szkolenia Wojskowo-Lekarskiego
- Oddział Kliniczny Chirurgii Klatki Piersiowej i Rehabilitacji Oddechowej
- Oddział Kliniczny Rehabilitacji Pourazowej
- Zakład Alergologii i Rehabilitacji Oddechowej
- Zakład Biochemii Hormonów
- Zakład Biofizyki
- Zakład Biologii i Genetyki Medycznej
- Zakład Biologii Środowiskowej
- Zakład Biomechaniki i Zaopatrzenia Protetyczno-Ortopedycznego
- Zakład Chemii i Biochemii Klinicznej
- Zakład Chirurgii Wojskowej
- Zakład Diagnostyki i Terapii Radiologicznej i Izotopowej
- Zakład Diagnostyki Laboratoryjnej i Biochemii Klinicznej
- Zakład Dydaktyki Pediatrycznej
- Zakład Edukacji Obronnej i Koordynacji Kształcenia
- Zakład Epidemiologii i Zdrowia Publicznego
- Zakład Farmakologii i Toksykologii
- Zakład Fizjologii Człowieka
- Zakład Histologii i Embriologii
- Zakład Historii Medycyny, Farmacji i Medycyny Wojskowej
- Zakład Interny Wojskowej
- Zakład Medycyny Fizykalnej
- Zakład Metodyki Nauczania Ruchu
- Zakład Nadciśnienia Tętniczego
- Zakład Neuroendokrynologii
- Zakład Patofizjologii i Immunologii Klinicznej
- Zakład Patomorfologii i Cytopatologii Klinicznej
- Zakład Rehabilitacji Psychospołecznej
- Zakład Żywienia Klinicznego i Diagnostyki Gastroenterologicznej[3]